# برت هیمن
برت هیمن (انگلیسی: Brett Hayman; ۳ may ۱۹۷۲ (۵۲ سال) – ) از برندگان مدال‌های بازی‌های المپیک تابستانی اهل استرالیا بود.
وی در مسابقات کشوری و بین‌المللی در مجموع برندهٔ ۴ مدال طلا، ۱ مدال نقره شده‌است.